# فریب در جانوران
فریب در جانوران (Deception in animals) عبارت است از انتقال اطلاعات نادرست توسط یک جانور به جانور دیگر، از گونه‌های مشابه یا متفاوت، به گونه‌ای که باعث ترویج باورهای نادرست شود.
تقلید و استتار به جانوران این امکان را می‌دهد که جز آنکه هستند، چیز دیگری به نظر برسند. جانوران شکارشونده ممکن است به صورت شکارگر ظاهر شوند یا برعکس. هم شکارگر و هم شکارشونده ممکن است به سختی دیده شوند (دیدگریزی)، یا ممکن است با اشیاء دیگر اشتباه گرفته شوند (تقلید). در تقلید بتسی، جانوران بی‌آزار ممکن است بدمزه یا سمی به نظر برسند. در خودتقلیدی، جانوران ممکن است نقاط چشمی در بخش‌های کمتر مهمی از بدن نسبت به سر داشته باشند که به گمراه کردن حمله و افزایش شانس بقا کمک می‌کند.

### سطوح فریب در جانوران
میچل و تامپسون چهار سطح از فریب در جانوران را فهرست می‌کنند:
1. کُره چشمی دروغین در جانوران، مانند نشانه‌های پروانه‌ای که نشان می‌دهد سر آن‌ها در انتهای بدن آنها به عنوان کمکی برای فرار است، یا نشانه‌هایی برای امن جلوه دادن شکارگران
2. رفتار دروغین، مانند رفتار یک شکارگر برای پنهان کردن ماهیت شکارگری خود در اطراف طعمه[۱]
3. آسیب ساختگی برای جلب یا منحرف کردن توجه؛ به عنوان مثال، یک پرنده مقلد والد که تظاهر به زخمی بودن می‌کند تا شکارگر را از فرزندان بی‌دفاع خود دور کند[۱]
4. فریب کلامی مانند گمراه کردن شامپانزه‌های دیگر برای مخفی کردن منبع غذایی، یا دروغ گفتن انسان به منظور فریب دیگری.[۱]

### انواع تقلید در جانوران
- تقلید دفاعی

۱- تقلید بتسی
یک مار مرجانی سمی 
و یک مار شیری قرمز بی‌زهر رنگ‌های روشن مار مرجانی سمی را تقلید می‌کند.
۲- تقلید مولری
پروانه جانشین
پروانه شهریار
- تقلید تهاجمی

تقلید تهاجمی، تقلیدی توسط شکارگران یا انگل‌های گونه‌های بی‌ضرر است که به شکارگران اجازه نزدیک شدن و گاهی جذب طعمه خود را می‌دهد.
- خودتقلیدی

## استتار یا همرنگی
- دیدگریزی

- تقلید Mimesis

- استتار (همرنگی) پویا

## دیگر رفتارهای فریب در جانوران
- وانمودسازی مرگ (Feigning death)
- پنهان‌کاری
- نمایش حواس‌پرتی
- نمایش‌های گیج‌کننده
- فریب تاکتیکی

## نگارخانه

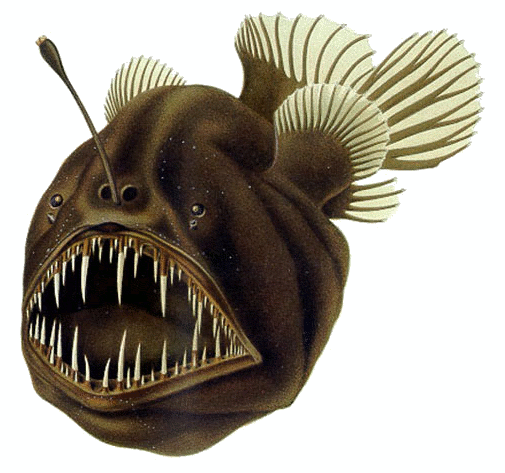
تقلید تهاجمی در قلابچه‌ماهی گوژپشت
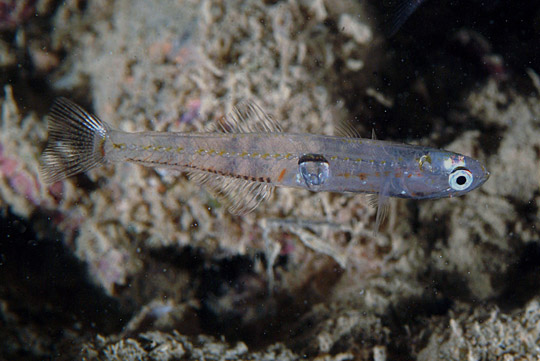
استتار شیشه‌ای در گوبی شیشه‌ای
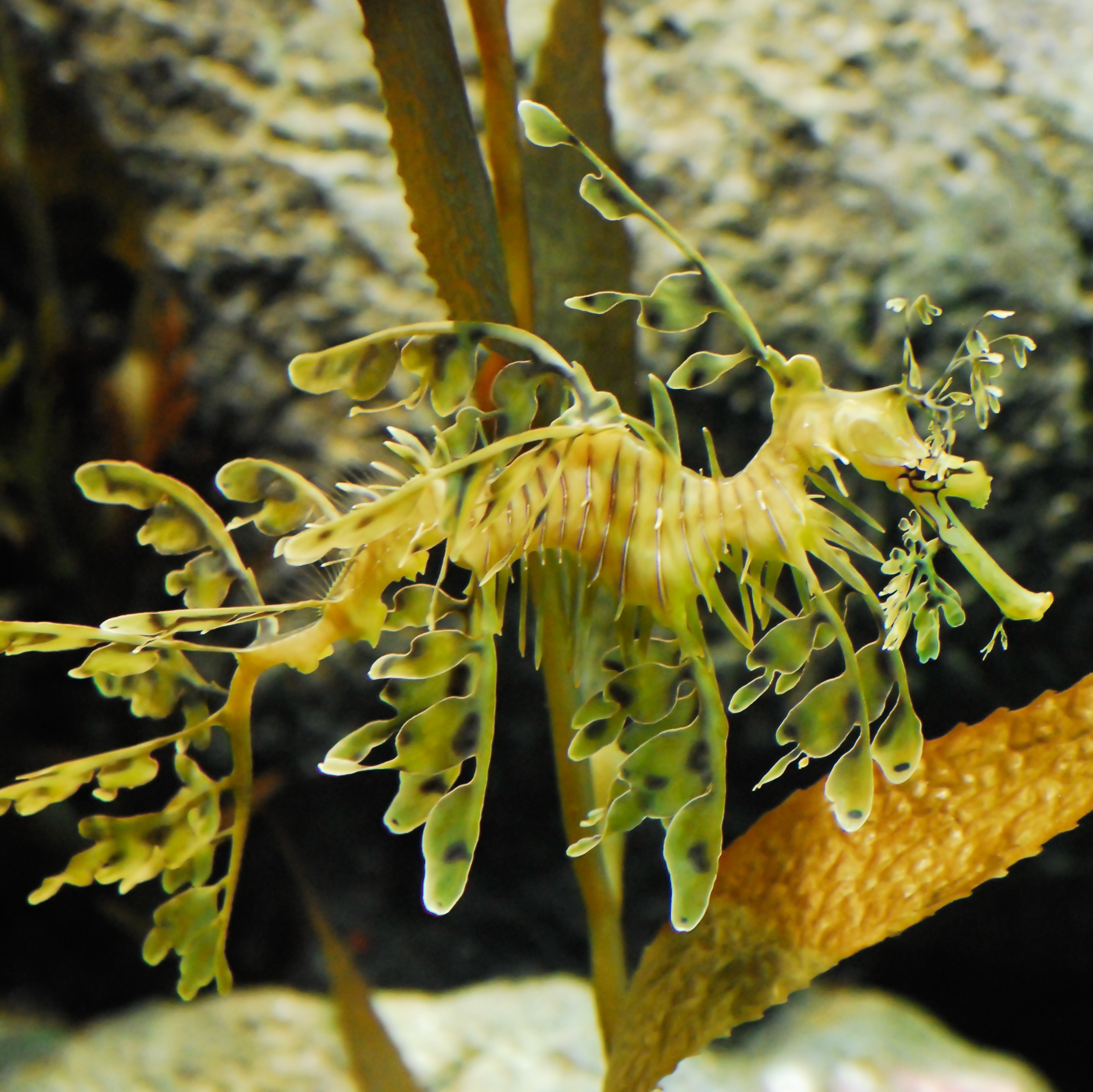
تقلید Mimesis در اژدهای دریایی برگدار با رنگ، برآمدگی و رفتار جلبک دریایی
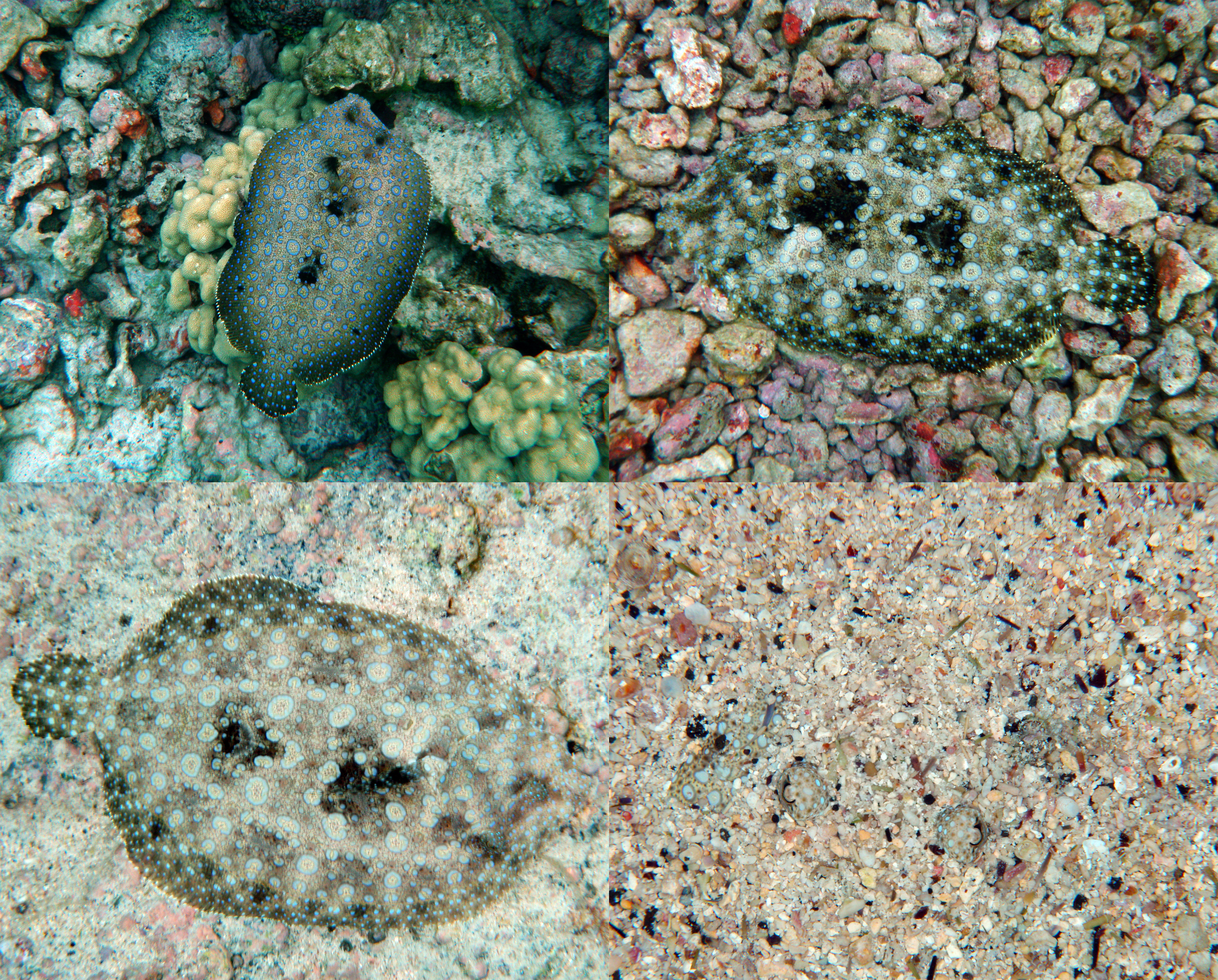
تغییر رنگ: چهار فریم از کفشک‌ماهی طاووسی به فاصله چند دقیقه از هم
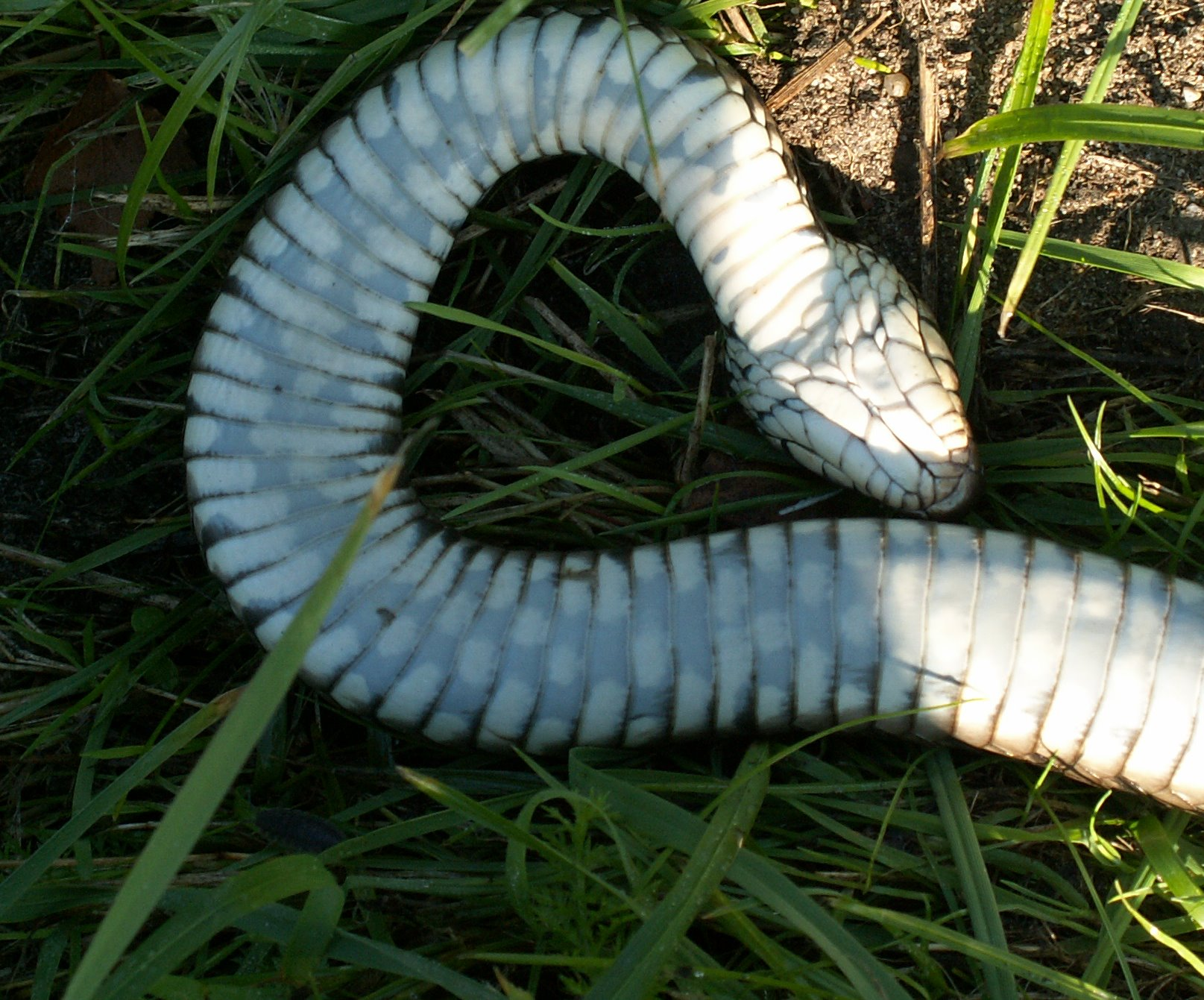
مار آبی که وانمود به مرگ می‌کند
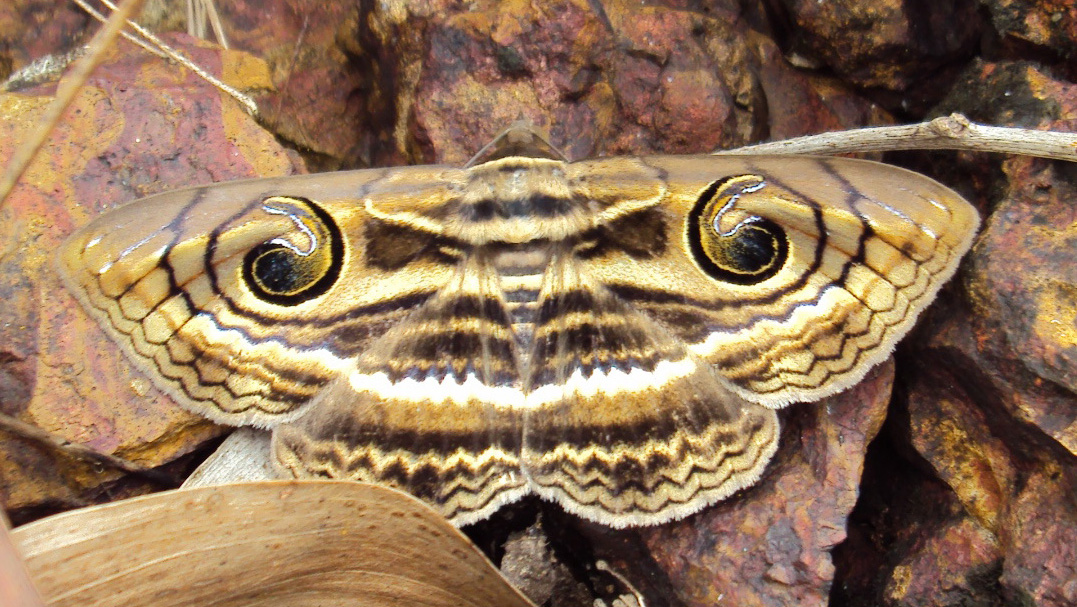
Spirama retorta ماده دارای نمایش گیج‌کننده از الگوی چشم مار خشمگین